# Bochotnica
Bochotnica es una pequeña localidad del sureste de Polonia, situada entre Puławy y Lublin, cerca de Kazimierz Dolny, en la orilla del río río Vístula. Administrativamente, pertenece al condado de Puławy del voivodato de Lublin. Su población, en 2011, era de 1069 habitantes.